# Piet Veerman
Piet Veerman (Volendam, 1º marzo 1943) è un cantante olandese, dedito al genere pop/palingsound in lingua inglese ed in attività dalla metà degli anni sessanta, prima come componente del duo The Everly Kosters e del gruppo The Cats (1965-1975) e poi come solista.
Da solista ha pubblicato una ventina di album, il primo dei quali è Rollin' on a River del 1975. Tra i suoi brani più noti, figurano Rollin' on a River, Sailin' Home, Living to Love You, ecc.
È stato definito dalla rivista Playboy il "padrino del palingsound". È membro dell'Ordine di Orange-Nassau.

## Discografia da solista

### Album
- Rollin' on a River (1975)
- Back to You (1980)
- Piet Veerman (1987)
- Harmony (1988)
- Cry of Freedom (1989)
- The Future (1991)
- In Between (1992)
- Greatest Hits (1992)
- The Best of Piet Veerman (1993)
- A Winter's Tale (1993)
- My Heart and Soul (1994)
- Good for Gold (1995)
- Zijn mooiste songs (1995)
- Dreams (To Remember) (1995)
- Sailin' Home - Het beste van Piet Veerman (1996)
- Mi vida (My Life) (1997)
- Sailin' Home (2001)
- Hollands glorie (2001)
- Dubbel goud (2001)
- Hollands goud (2003)
- Het allermooiste van Piet Veerman (2003)

## Autobiografia
- Piet Veerman, The Story Of... (2008)

## Onorificenze
- Membro dell'Ordine di Orange-Nassau